# Menander cicuta
Menander cicuta is een vlindersoort uit de familie van de prachtvlinders (Riodinidae), onderfamilie Riodininae.
Menander cicuta werd in 1863 beschreven door Hewitson.